# Osterberg (Nienburg)
Der Osterberg liegt nördlich der Ortschaft Langendamm auf dem Gebiet der Stadt Nienburg/Weser und ist mit 53 m ü. NHN die höchste natürliche Erhebung der Stadt. Der bewaldete Bereich des Berges trägt den Namen Langendammer Heide oder Bergheide.

## Geschichte und Beschreibung

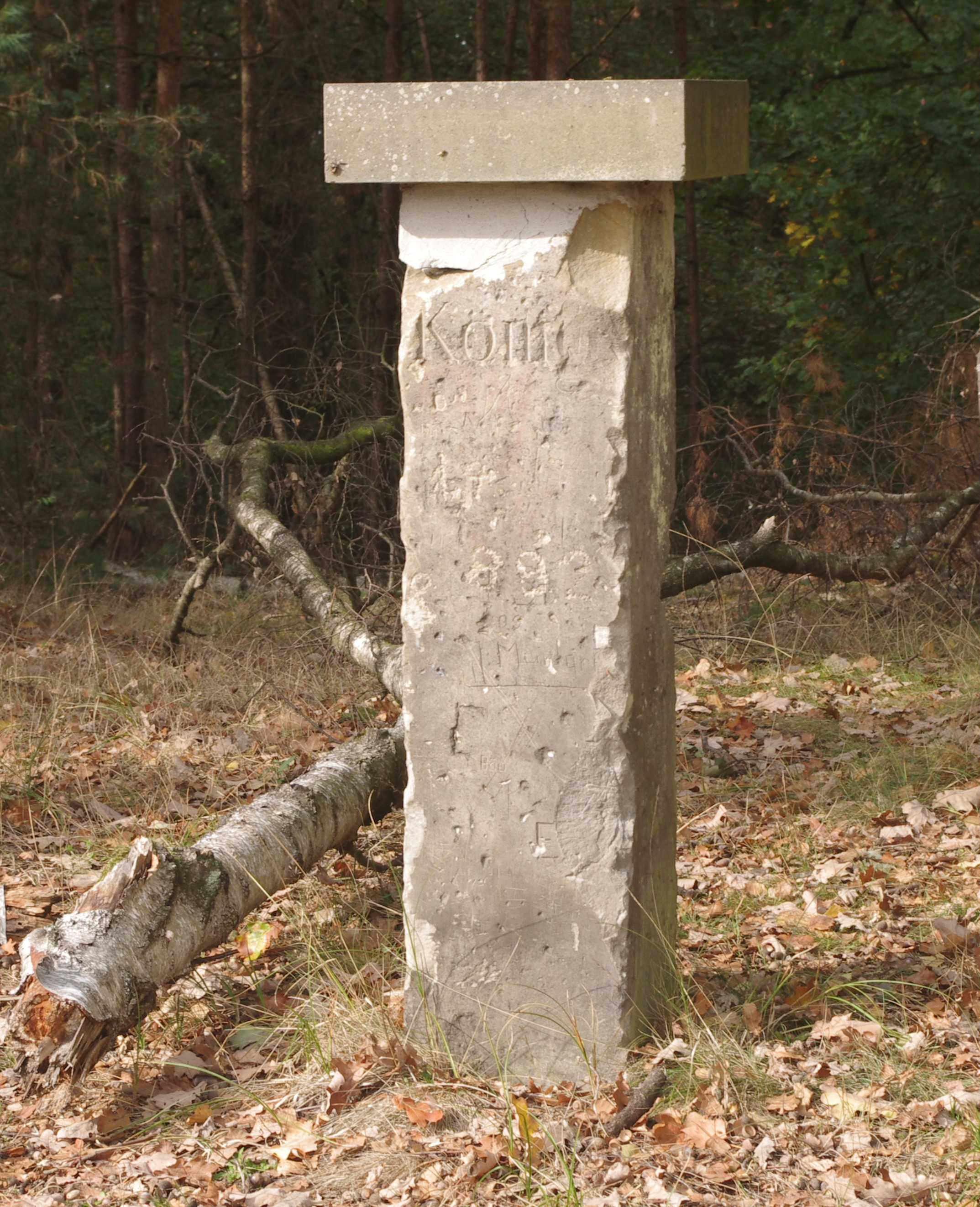
Gaußstein auf dem Osterberg

Der auf der Erhebung 1863 aufgestellte Gaußstein auf dem Osterberg zeugt von der Gaußschen Landesaufnahme. Der Berg diente 1833 den Geodäten Georg Wilhelm Müller und Joseph Gauß, der Sohn von Carl Friedrich Gauß, als trigonometrischer Dreieckspunkt bei der Vermessung des Königreichs Hannover. 
Das Gebiet um den Osterberg war bis in das 20. Jahrhundert eine naturnahe und wenig erschlossene Heidelandschaft. In der Zeit des Nationalsozialismus begann ab 1934 mit der Aufrüstung der Wehrmacht die militärische Nutzung des Gebiets. Nach dem Zweiten Weltkrieg wurde der Bereich 34 Jahre als Standortübungsplatz von der Bundeswehr genutzt. 1991 wurde der Standortübungsplatz in Nienburg deutlich verkleinert, der Bereich um den Osterberg verlor seine militärische Nutzung und wurde in ein Naherholungsgebiet umgewidmet. Um diese Umwidmung zu forcieren, wurde Anfang 1990 die Bürgerinitiative „Bergheide“ Langendamm gegründet. Ziel der Bürgerinitiative war es, gemeinsam mit dem Bundesforstamt Wense das Gelände des alten Standortübungsplatzes am Osterberg zu renaturieren.
Das weitläufige Waldgebiet um den Osterberg ist heute ein gut besuchtes und fußläufig erreichbares Naherholungsgebiet zum Wandern und Joggen für die Bewohner der Stadt Nienburg und die Soldaten der Clausewitz-Kaserne in Langendamm. Darüber hinaus wurden mehrere Nordic-Walking-Strecken ausgeschildert. Es gibt drei Strecken mit 2 km, 3 km und 5 km Länge auf breiten, naturgegebenen Wegen, einige Abschnitte sind mit Sand aufgeschüttet. Teilweise verlaufen alle drei Strecken gemeinsam.
Der Gipfel des Osterberges liegt in einem Wald- und Heidegebiet. Der unmittelbare Gipfelbereich wird von einer knapp vier Hektar großen Heidelandschaft eingenommen. Die ansteigende Südwest-Seite der Erhebung wird in Teilen von der Wohnbausiedlung Langendamms eingenommen. Ihre Straßen weisen in diesem Bereich eine für Nienburg ungewöhnliche Steigung auf. Bezeichnenderweise trägt eine dieser Straßen den Namen Osterberg.
Durch das Waldgebiet um den Osterberg führt der Planetenlehrpfad Nienburg.

## Segelfluggelände
Von 1934 bis 1945 und nochmal von 1953 bis 1970 lag auf der Langendammer Heide, sprich im Bereich des Osterberges, ein Flugplatz für Segelflugzeuge. Er verfügte in dem Zeitraum über verschiedene Positionen bzw. Startplätze wie Osterberg, kleiner Eierberg, Eierberg, Sandberg, West-Steilhang und Führser Mühlweg. In den 1930er Jahren wurde der Segelflug bzw. der Umgang mit Gleitern ebenso von der Flieger-HJ auf dem Gelände betrieben. Auch der Bau von Segelflughallen geht auf diese Zeit zurück, die es heute nicht mehr gibt. 1970 wurde der Segelflug beendet. Heute erinnert an die Segelfluggeschichte ein Gedenkstein unweit des Gipfel des Osterberges, der 2003 durch die Bürgerinitiative Bergheide aufgestellt wurde. Der Gedenkstein ist ein Findling von rund einem Meter Durchmesser. Auf diesen wurden mehrere Gravuren abgebracht: ein Bild, dass ein Segelflugzeug im Flug vor einer Wolke zeigt und eine Inschrift mit dem Wortlaut Flieger sind Sieger.

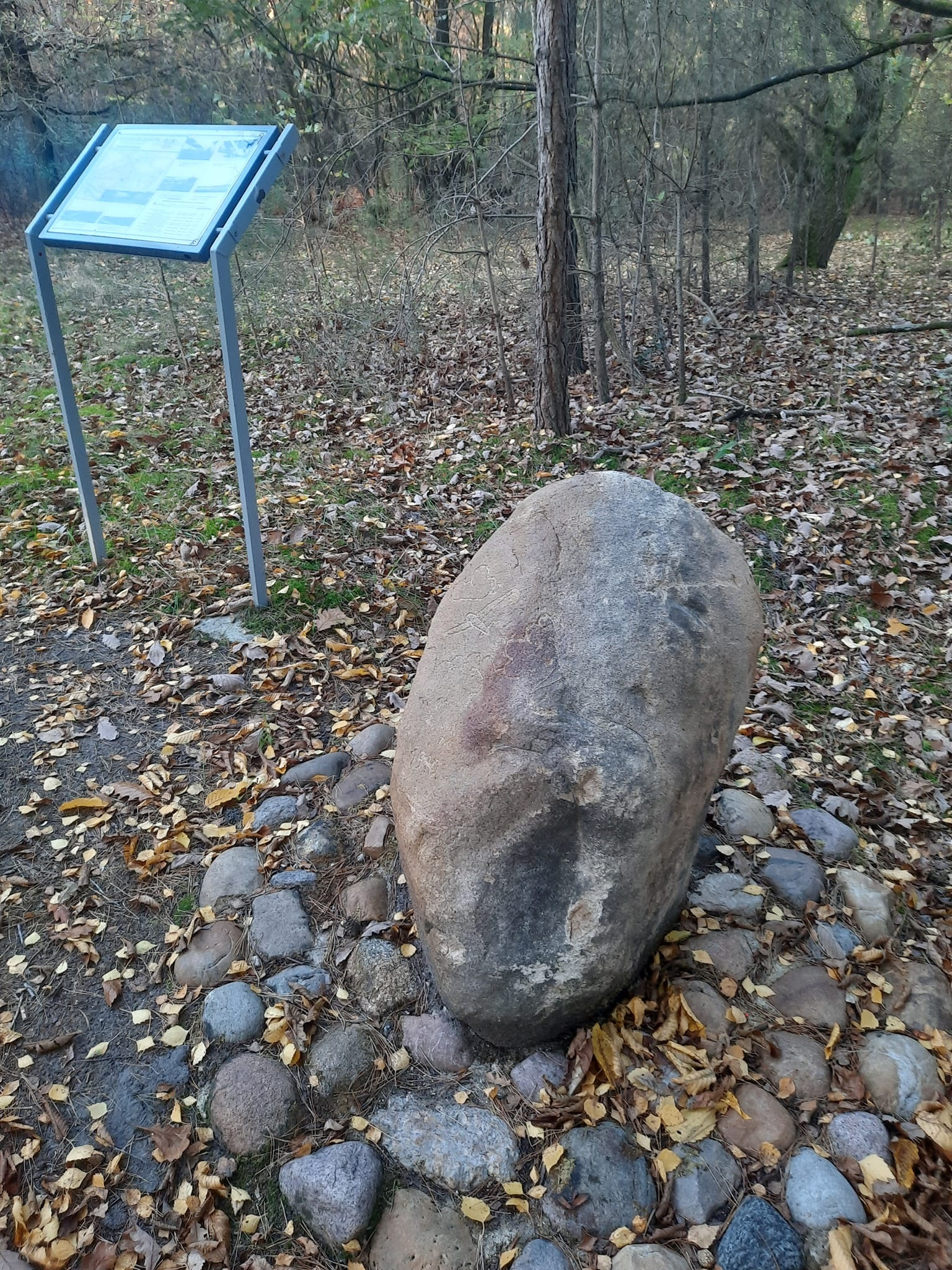
Der Gedenkstein, ein rundlicher Findling, der an das Segelfluggelände erinnert
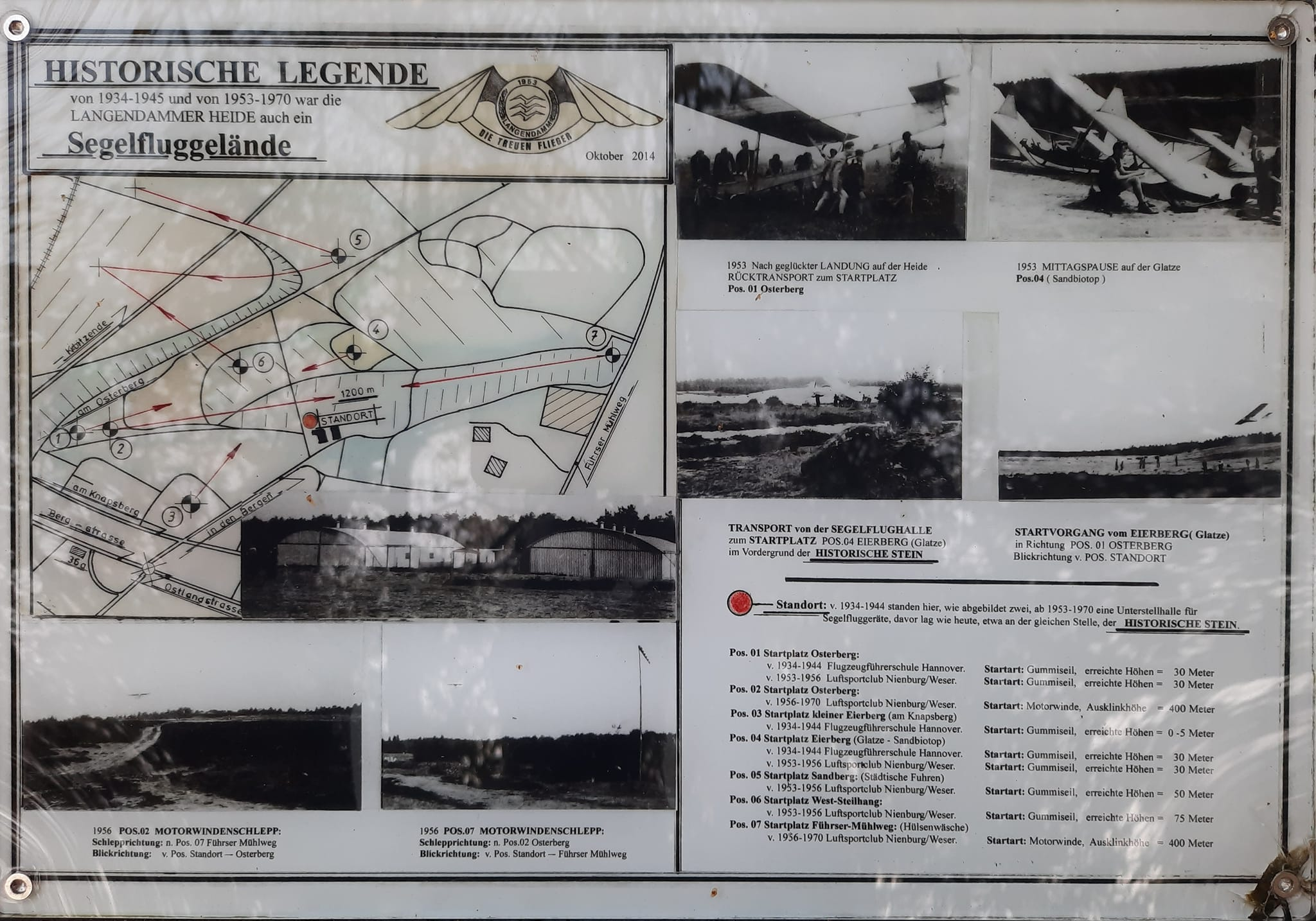
Die Infotafel neben dem Gedenkstein
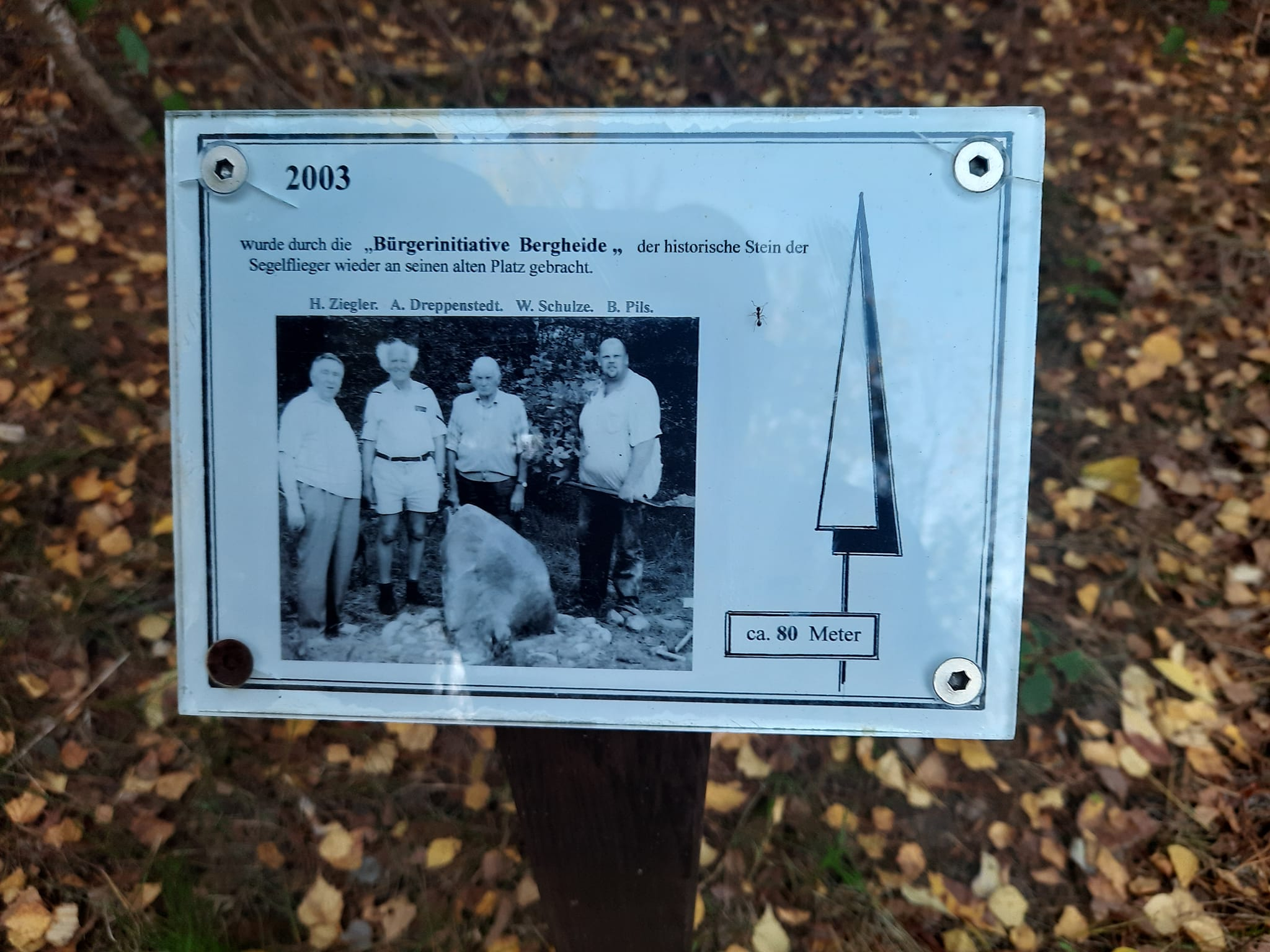
Hinweisschild zum Standort des Gedenksteins